# Зоран Боровина
Зоран Боровина (Мало Поље, 14. фебруар 1952 — Српско Сарајево, 4. децембар 1992) био је пуковник Војске Републике Српске.

## Биографија
Рођен је 1952. у Малом Пољу код Хан Пијеска. Основну школу и гимназију је завршио у Хан Пијеску након чега уписује Војну академију (Југословенска народна армија) у Београду. Посљедњу годину студија је завршио у Војној академији у Рајловцу. Године 1992. генерал Ратко Младић га поставља за команданта Илиџанске бригаде са чином пуковника Војске Републике Српске. Командовао је у многобројним међусобним борбама Војске Републике Српске и Армије Републике БиХ на линији фронта између Републике Српске и Републике БиХ. На положајима се изузетно истакао храброшћу и одлучношћу. Уживао је велико поштовање међу својим подређеним борцима.
Пошто су снаге Армије Републике БиХ свакодневно гранатирале цивилне положаје у Српском Сарајеву, војна команда Српског Сарајева је донијела одлуку о ослобађању Отеса који је представљао важан стратешки положај и са ког је Армија Републике БиХ испаљивала највећи број граната. Операција ослобађања Отеса којом је командовао Зоран Боровина је почела у зору 1. децембра 1992. Он је заједно са својим борцима даноноћно боравио на првим линијама. Борбе су биле врло напорне јер је терен градска урбана средина у којој се сваки објекат тешко заузима. Четврти дан операције у предвечерје 4. децембра 1992. командант Боровина је са неколико добровољаца извршио диверзантски упад на непријатељске положаје.
Током акције међу његове борце је бачена ручна бомба коју је пуковник Боровина покушао да врати. Ручна бомба је експлодирала у његовој десној шаци. Тијело команданта Боровине су његови саборци пренијели у ратну болницу Жица у Блажују, гдје је хирург Миодраг Лазић констатовао његову смрт око 21 час 4. децембра 1992. године.
| „                                                 | 4. децембар 1992. године Свануло је. Чудно затишје. Навикнеш се на канонаду, а онда тишина. Она више плаши. Седам је сати. Као да се земља отворила. Пакао почиње. Морал наших бораца је изузетан. Борба за сваку кућу. Око нас гори. У сали смо од 10 ујутро до 21 увече, непрекидно. Пет операција. Око дванаест почињу да падају тешке гранате на педесет до сто метара око нас. Нема страха. Оперишемо и ћутимо. У 16 сати видим ужарене кугле наше артиљерије које лете ка Игману. Покушавамо да ућуткамо њихове минобацаче. Више стотина мина по Илиџи. Гори Игман, гори Илиџа. Њихова смртоносна гнезда су заћутала. Ово је прави рат. Сад је око 21 сат. Баш у ово време донесен је леш команданта Зорана Боровине. Погинуо је предводећи своје борце у јуришу. Нема десну шаку. Повреде главе, груди, лица. Међу његове борце пала је ручна бомба. Храбри командант Илиџанске бригаде покушао је да је врати непријатељу. Експлодирала је у његовој десној шаци. Заштитио је војнике својим телом. Био је прави командант. На левом џепу своје војничке блузе носио је беџ са ликом Његоша. У десном је имао бомбоне. Исте оне које је делио деци пре пет-шест дана, када је долазио у посету болници. Да ли и он има негде своју децу? Жао ми је команданта и великог борца Зорана Боровине. Тешко ми је и као човеку и као хирургу. Невероватно тешко. Али осећам велику срећу што помажем свом народу, поносан сам што сам део ове велике српске борбе. | ” |
| — Миодраг Лазић (из књиге Дневник ратног хирурга) | |   |

Отес је ослобођен ујутро 5. децембра 1992. По уласку јединица Војске Републике Српске, у част пуковника Зорана Боровине Отес је проглашен у Зораново.

## Одликовања
- Одликован је постхумно на Видовдан 1993. Орденом Карађорђеве звијезде I реда.[2]

## Наслеђе

### Пјесме о Зорану Боровини
Након погибије Зорана Боровине настало је неколико пјесама о његовој погибији. Борци Илиџанске бригаде су саставили пјесму о погибији команданта Зорана Боровине коју су назвали „Пјесма о Зорану Боровини“.
Српски књижевник Тодор Каришик је у свом дјелу Пут до Сунца, у стиху описао читаву битку коју је предводио командант Зоран Боривина. У посвети је написао: „Ову пјесму посвјећујем српским браниоцима Илиџе и легендарном команданту Зорану Боровини који је са хиљадама српских синова стао на браник Отаџбине и остао да је вјечно чува“. Овде се налази дио пјесме:
| „                                         | Већ два дана бој се љуто води и тада се несрећа догоди погину нам Зоран Боровина у пробоју душманских линија Од тренутка када Зока погину још се јаче крену у дубину још силније Срби навалише и побједу часну изборише | ” |
| — Тодор Каришик (из књиге „Пут До Сунца“) | |   |

Српски музичар Љубиша Калас је 1993. снимио пјесму „Зоране, Зоране“ коју је посветио команданту Зорану Боровини.

### Улица Зорана Боровине
Власти Српског Сарајева су 1992. једну од улица на Добрињи 1 прогласиле Улицом Зорана Боровине. Добриња 1 је до маја 1996. била у саставу Српског Сарајева, након чега је према Дејтонском споразуму припала Федерацији БиХ. Власти Федерације БиХ су улици одмах промијениле назив.
Данас једна од улица Источне Илиџе у насељу Павловац носи Зораново име.